# Щербиновское сельское поселение
Щербиновское сельское поселение — муниципальное образование в Щербиновском районе Краснодарского края России.
В рамках административно-территориального устройства Краснодарского края ему соответствует Щербиновский сельский округ.
Административный центр — посёлок Щербиновский.

## Население
| 2010  | 2012  | 2013  | 2014  | 2015  | 2016  | 2017  |
| ----- | ----- | ----- | ----- | ----- | ----- | ----- |
| 2260  | ↘2253 | ↗2254 | ↘2237 | ↘2236 | ↘2232 | ↘2222 |
| 2018  | 2019  | 2020  | 2021  | 2023  |       |       |
| ↘2206 | ↘2175 | ↘2164 | ↘2130 | ↘2062 |       |       |

## Населённые пункты
В состав сельского поселения (сельского округа) входят 4 населённых пункта:
| № | Населённый пункт | Тип населённого пункта | Население (чел.) |
| - | ---------------- | ---------------------- | ---------------- |
| 1 | Восточный        | посёлок                | ↘290             |
| 2 | Прилиманский     | посёлок                | ↘57              |
| 3 | Северный         | посёлок                | ↘130             |
| 4 | Щербиновский     | посёлок                | ↘1783            |

## См.также
- Флаг Щербиновского сельского поселения Краснодарского края